# Dana Gioia
Dana Gioia, nome completo Michael Dana Gioia (Hawthorne (California), 24 dicembre 1950), è un poeta e saggista statunitense.

## Biografia
Dana Gioia, di origini italo-messicane, ha studiato letteratura all'Università di Stanford e letteratura comparata con Robert Fitzgerald ed Elizabeth Bishop all'Università Harvard fino al 1975. Nel 1977 si è laureato all'Università di Stanford con un Master of Business Administration. Ha iniziato, quindi, a lavorare alla General Foods di White Plains (New York), raggiungendo la posizione di vicepresidente. In quel periodo pubblica già poesie e saggi su riviste, tra cui The New Yorker, The Atlantic, The New York Times, Slate e The Hudson Review.
Il suo primo volume di poesie, Daily Horoscope è stato pubblicato nel 1986.
Nel 1991, su The Atlantic Monthly pubblica il saggio Can poetry matter? in cui si interrogava sullo stato dei lettori di poesia e proponeva idee per ravvivare l'interesse del pubblico per la poesia in generale. La sua affermazione che la poesia viene letta solo dagli studiosi ha suscitato un dibattito nei circoli letterari sul ruolo della poesia nel XXI secolo. Da questo saggio è poi nata la raccolta Can poetry matter? Essays on poetry and American culture, finalista al National Book Critics Award per la critica nel 1992. L'articolo originale è stato pubblicato anche in francese.
Nel 1992 ha lasciato il lavoro alla General Foods per dedicarsi completamente alla letteratura. 
Nel 1997 è diventato critico musicale del San Francisco, incarico che ha ricoperto fino al 2003 circa.
Nel 2001, Gioia ha organizzato il convegno Teaching Poetry a Santa Rosa, dedicato alla promozione dell'insegnamento della poesia a livello universitario.
Nel 2002 è tra i vincitori dell'American Book Awards con Interrogations at Noon.
Dal 2003 al 2009 ha diretto il National Endowment for the Arts.
Nel 2011 è diventato Judge Widney Professor of Poetry and Public Culture presso la University of Southern California.
Nel 2015 è stato insignito del titolo di Poeta Laureato dello Stato della California, carica che ha ricoperto fino al 2018.
Gioia ha scritto anche libretti d'opera (Nosferatu, 2001; Tony Caruso's Last Broadcast, 2005; The Three Feathers, 2014; Haunted, 2019), ha tradotto Mottetti di Eugenio Montale (1990), ha co-curato due antologie di poesia italiana e ha curato quattro libri di testo per corsi di letteratura. 
Ha insegnato come autore ospite anche all'Università Johns Hopkins, al Sarah Lawrence College, alla Mercer University e alla Wesleyan University.
Nel 2024 pubblica in italiano, con Graphe.it edizioni, il saggio Cristianesimo e poesia, nato prima come prefazione a The Saint Mary’s Book of Christian Verse a cura di Edward Short, poi diventato un articolo sul magazine First Things e quindi rivisto e ampliato per la pubblicazione in volume.

## Pubblicazioni

### Poesie
- Daily horoscope. Poems, Graywolf Press, Minneapolis 1986.
- The Gods of Winter, Graywolf Press, Minneapolis 1991 ISBN 9781555971489.
- Interrogations at Noon. Poems, Graywolf Press, Minneapolis 1992 ISBN 9781555973186.
- Pity the Beautiful. Poems, Graywolf Press, Minneapolis 2012, ISBN 9781555976132.
- 99 Poems. New and selected, Graywolf Press, Minneapolis 2016 ISBN 9781555977320.
- Meet me at the Lighthouse. Poems, Graywolf Press, Minneapolis 2023 ISBN 9781644452158.

### Saggi
- Can poetry matter? Essays on poetry and American culture, Graywolf Press, Minneapolis 1992 ISBN 9781555971762.
- Barrier of a common language. An American looks at contemporary British poetry, University of Michigan Press, Ann Arbor 2003 ISBN 9780472065820.
- Disappearing ink. Poetry at the end of print culture, Graywolf Press, Minneapolis 2004 ISBN 9781555974107.
- The Catholic eriter today and other essays, Wiseblood, Menomonee Falls 2019 ISBN 9781505114379.

### Opere in italiano
- Cristianesimo e poesia. Una breve storia, prefazione di Marco Statzu, traduzione di Giorgio Podestà, Graphe.it edizioni, Perugia 2024 ISBN 9788893722247.

## Premi e onorificenze

### Premi
- 2002: American Book Awards per Interrogations at Noon
- 2010: Medaglia Laetare
- 2014: Aiken Taylor Award for Modern American Poetry
- 2016: The Walt Whitman Champions of Literacy Award
- 2018: Poets’ Prize per 99 Poems: New and Selected